# Zygmunt Ligęza
Zygmunt Ligęza (zm. 1558) – podczaszy króla Zygmunta Augusta w 1545, cześnik wielki koronny w 1550, starosta tyszowiecki, starosta generalny ruski w latach 1555-1558, krzepicki w 1553. Jego ojcem był Feliks v. Stanisław Ligęza, burgrabia krakowski w 1505, matką – Zofia z Tarnowa, kasztelanka krakowska, dziedzicka Jaćmierza, szwagrem – Mikołaj Herburt Odnowski. W 1545 otrzymał ekspektatywę na starostwo bełskie i na dzierżawię Zamchu. Zmarł bezżenny w 1558, został pochowany w bazylice archikatedralnej Wniebowzięcia Najświętszej Maryi Panny we Lwowie.